# Попов, Иван Кондратьевич
Иван Кондратьевич Попов (1898 — 1972) — советский военный, государственный и политический деятель, генерал-майор.

## Биография
Родился в 1898 году в селе Зелёное Козловского уезда Тамбовской губернии. Член ВКП(б) с 1918 года.
С 1918 года — на военной службе, общественной и политической работе. В 1918—1947 гг. — на политических должностях в Красной Армии, заместитель начальника управления кадров, заведующий 8-м отделом, начальник управления кадров Главного политического управления, начальник управления кадров Главного управления политической пропаганды Народного комиссариата обороны СССР, начальник Ленинградского военно-политическое училища имени Ф. Энгельса.
Избирался депутатом Верховного Совета РСФСР 1-го созыва.
Умер в сентябре 1972 года.